# Миодраг Булатовић
Миодраг Булатовић (Оклади, код Бијелог Поља, 20. фебруар 1930 — Игало, 15. март 1991) био је српски писац и новинар. Важи за једног од најбољих српских романсијера и најпревођенијих писаца, иако је статус његове књижевности маргинализован.

## Биографија
Миодраг Булатовић рођен је 20. фебруара 1930. године у селу Оклади, код Бијелог Поља. Нередовно се школовао. Гимназију је завршио у Крушевцу 1950. године, а на Београдском универзитету је студирао психологију и књижевност. Неко време је радио као новинар. Током деведесетих година био је ангажован у Социјалистичкој партији Србије. На првим вишестраначким изборима у децембру 1990. изабран је за републичког посланика у изборном округу Раковица I (на допунским изборима након његове смрти, место ће, у јуну 1991, освојити Војислав Шешељ). У тренуцима распада Југославије бранио је становиште српског национализма.
Његови рани радови показују утицај народне поезије и књижевности. Булатовић је био под трајним утицајем Раблеа и Боша.
Сарађивао је са часописима и новинама: Летопис Матице српске, Наша стварност, Омладина, Студентски књижевни лист, Народни студент, Југословенски Црвени крст, Чачански глас, Политика, Борба и Побједа.
Његова слика света је морбидна, а ликови су карневалски, истовремено гротескни и трагични. У Булатовићем делима чести мотиви су зло, црни хумор, демонско и ђаво. Своје књиге је описивао као „опасне, папрене, слободарске”. Говорио је француски језик.
Освојио је НИН-ову награду за роман Људи са четири прста 1975. године.

## Смрт и наслеђе
Преминуо је 15. марта 1991. године од изненадног инфаркта у Институту „Др Симо Милошевић” у Игалу где се налазио на лечењу. Сахрањен је 18. марта 1991. у Алеји заслужних грађана на Новом гробљу у Београду. Опело је служио Митрополит црногорско-приморски Амфилохије.
По њему се зове библиотека у Раковици.

## Одабрана дела
- Ђаволи долазе (1955)
- Вук и звоно (1958)
- Црвени петао лети према небу (1959)[9]
- Херој на магарцу (1967)
- Рат је био бољи (1969)
- Људи са четири прста (1975)
- Пети прст (1977)
- Gullo Gullo (1983)
- Тетовирање срца